# Eucharius Rösslin
Eucharius Rösslin, nemški zdravnik, * 1470, † 1526.
Napisal je knjigo Der Rosengarten (Rožni vrt), ki je postal standardni pripomoček za porodništvo.
1. 1 2 3  Record #104156686 // Gemeinsame Normdatei — 2012—2016.
2. ↑  data.bnf.fr: platforma za odprte podatke — 2011.
3. ↑  LIBRIS — Kraljevska knjižnica Švedske.
4. ↑  LIBRIS — Kraljevska knjižnica Švedske, 2013.